# Dívčí kameny
Dívčí kameny (polsky Śląskie Kamienie, německy Mädelsteine) je hora v Krkonoších, ležící na česko-polské hranici asi 6 km severně od Špindlerova Mlýna a 8 km jihovýchodně od polského města Szklarska Poręba.
Na vrcholu jsou výrazná žulová skaliska (převážně stojící na polské straně) s balvanovými a suťovými poli. Vrcholové skály měří až 8 m a nabízejí výborné panoramatické výhledy.
Podle pověsti zde zahynula mladá pastýřka a podle ní se vrcholové skály a celá hora nazývají.

## Přístup
Vrchol se nachází v I. zóně KRNAP, přímo na hlavní krkonošské hřebenovce – červeně značené cestě česko-polského přátelství. K Petrově boudě na východním úbočí vede i žlutá turistická značka ze Špindlerova Mlýna, která se u Petrovky napojuje na červenou hřebenovku (celkem 7 km).

## Okolí
- Na východním úbočí, necelý jeden km VJV od vrcholu, stávala od roku 1811 Petrova bouda, později několikrát přestavěná. Tento architektonicky hodnotný komplex ale od svého uzavření v roce 2008 rychle chátral, dílo zkázy dovršil zničující požár v noci z 31. července na 1. srpna 2011.[1][2]
- Asi 750 m západně od vrcholu se tyčí o dva metry vyšší Mužské kameny (1416 m n. m.) s podobnými žulovými vrcholovými skalisky.
- Na jižním svahu asi 850 m od vrcholu, přímo na modré turistické značce, leží skalka Ptačí kámen s pěkným výhledem.